# El doctor Centeno
El doctor Centeno es una novela del escritor español Benito Pérez Galdós publicada en 1883. Es una de las que abren el ciclo de las "Novelas españolas contemporáneas", compartiendo personajes con las dos siguientes, Tormento y La de Bringas, circunstancia que ha llevado a suponer que el autor tuviera intención de crear una trilogía. Las tres se desarrollan en lo que ha llegado a conocerse y estudiarse como el "Madrid de Galdós".
Esta novela —con más información autobiográfica que las Memorias de un desmemoriado—, que narra las aventuras y vicisitudes del adolescente Felipe Centeno, lazarillo de Tormes galdosiano recién llegado a la urbe capitalina, es obra de encrucijada, donde confluyen viejos personajes de Galdós (el propio Felipín, presentado en Marianela, y su nuevo amo, Alejandro Miquis), con otros nuevos que se ensancharán a lo largo de su obra futura, como el prestamista Francisco Torquemada, las hermanas Sánchez Emperador (Amparo, alias "Tormento", y Refugio), el cura Pedro Polo —capellán y maestro— y, en especial, la familia de Ido del Sagrario.

## Argumento
Felipe Centeno —apodado "Felipín", "Aristóteles" y doctor Centeno— es un muchacho de un pueblo del norte de España (personaje que ya aparecía en Marianela y La familia de León Roch, novelas del ciclo anterior de Galdós), que viaja a Madrid para estudiar medicina. En la capital española es acogido por Alejandro Miquis, hidalgo engolfado en el arte y estudiante de Derecho, que instala al joven en casa de Pedro Polo, sacerdote sin vocación regente de una pequeña escuela, ayudado por José Ido del Sagrario (como Miquis y Polo, personajes recurrentes de Galdós, con presencia en varias de sus novelas). Felipe Centeno comienza sus estudios, que paulatinamente va dejando por su poca capacidad. Una noche descubre la relación que Pedro Polo está manteniendo con Amparo Sánchez Emperador, lo que le supondrá la expulsión de la casa del cura, aunque con la excusa de otro incidente. Felipe acude de nuevo a Alejandro Miquis, que le acepta como su ayudante. Al poco tiempo, Miquis recibe una herencia de su tía, que malgasta con rapidez, hasta que termina expulsado de la residencia en la que vivía. Miquis y Centeno se van a otro apartamento, donde Alejandro enferma de tuberculosis. De poco servirá la ayuda de José Ido (que también se encuentra en una situación precaria, pues la escuela de Pedro Polo ha cerrado). El previsible final de Miquis dejará solo a Felipe Centeno.
El libro concluye con una conversación entre Felipe Centeno y José Ido del Sagrario, escrita en clave de diálogo teatral. Un recurso que con los dos mismos protagonistas servirá de capítulo inicial a la siguiente novela del ciclo Tormento.
Escenarios vividos por el propio Galdós son en esta novela: la casa de huéspedes que centra la acción, reproducción bastante fiel de la pensión que en el número 69 de la calle del Olivo fue hogar del escritor en sus primeros años madrileños; o las veladas en el 'paraíso' del Teatro Real y la redacción de "un periódico" donde colabora Juanito. En el callejero se cruzan y entretejen con la acción calles con vocación galdosiana como: Carretas, Concepción Jerónima, Toledo, Montera, León, Farmacia, Arenal, Hortaleza y Cava Baja, y rincones como el callejón de San Marcos, la Fuente del Berro, el Cerro de San Blas o las callejuelas del Almendro y del Nuncio.

## Listado de personajes ficticios con nombre que aparecen en "El doctor Centeno"

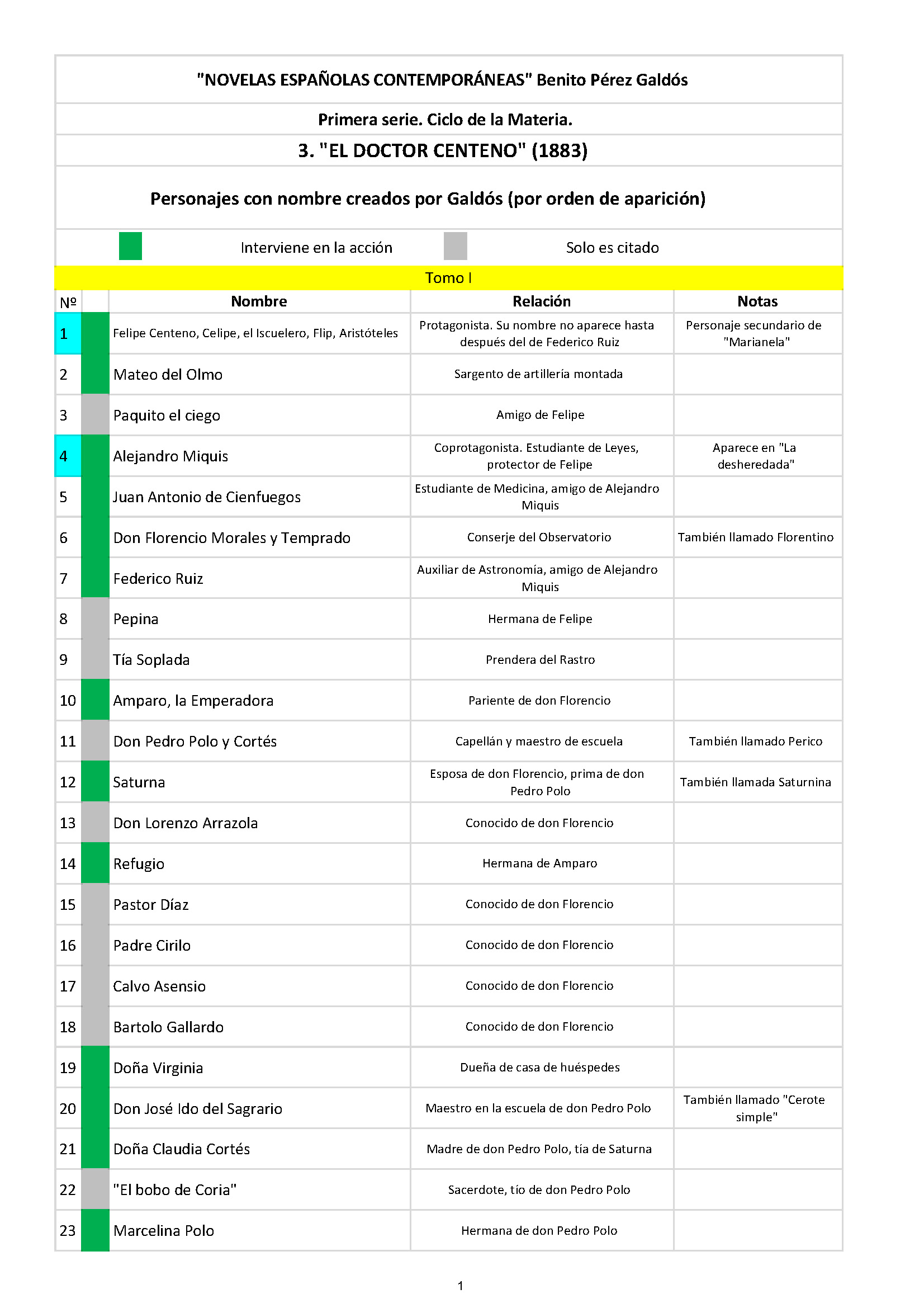
Personajes de El doctor Centeno, página 01
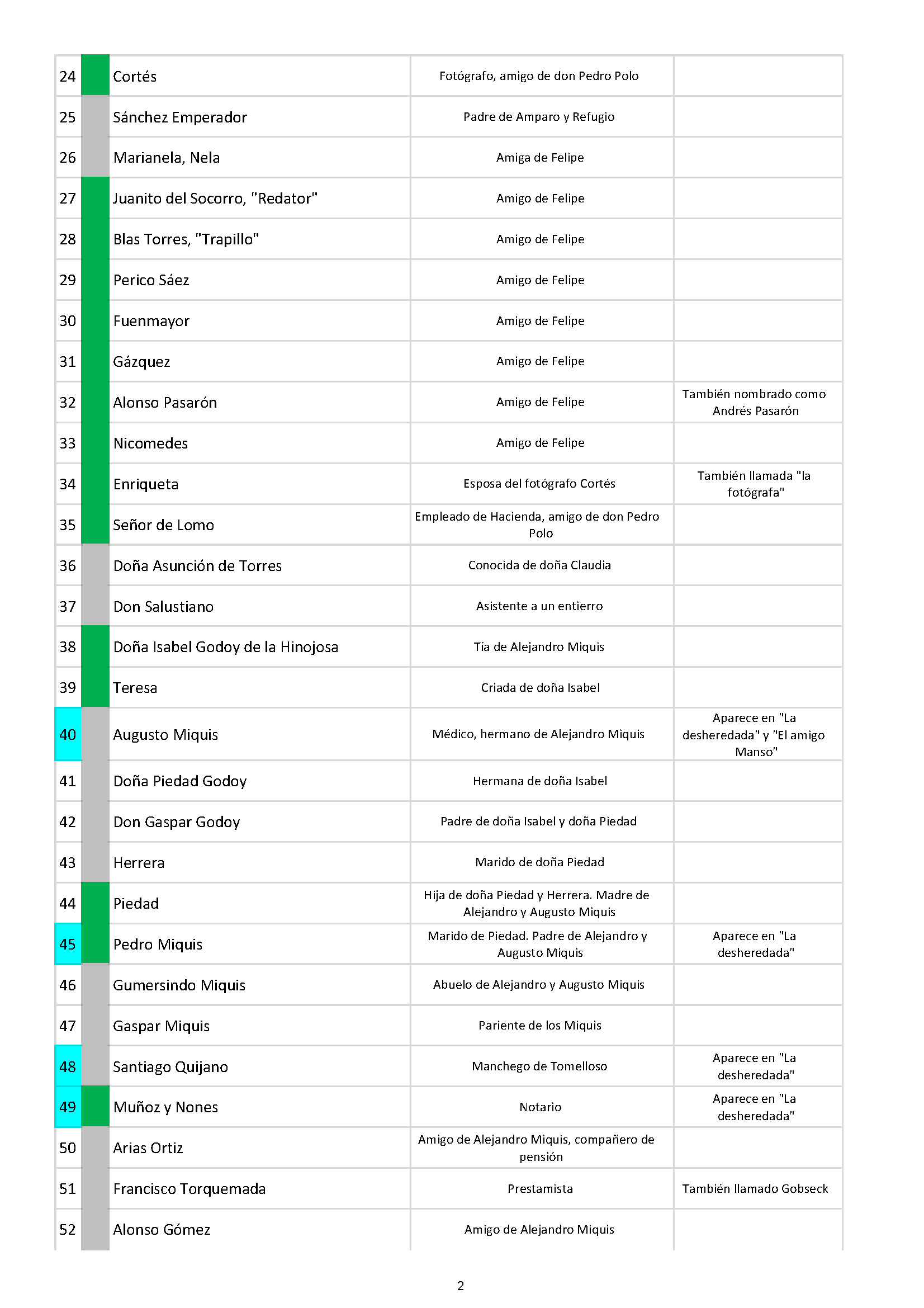
Personajes de El doctor Centeno, página 02
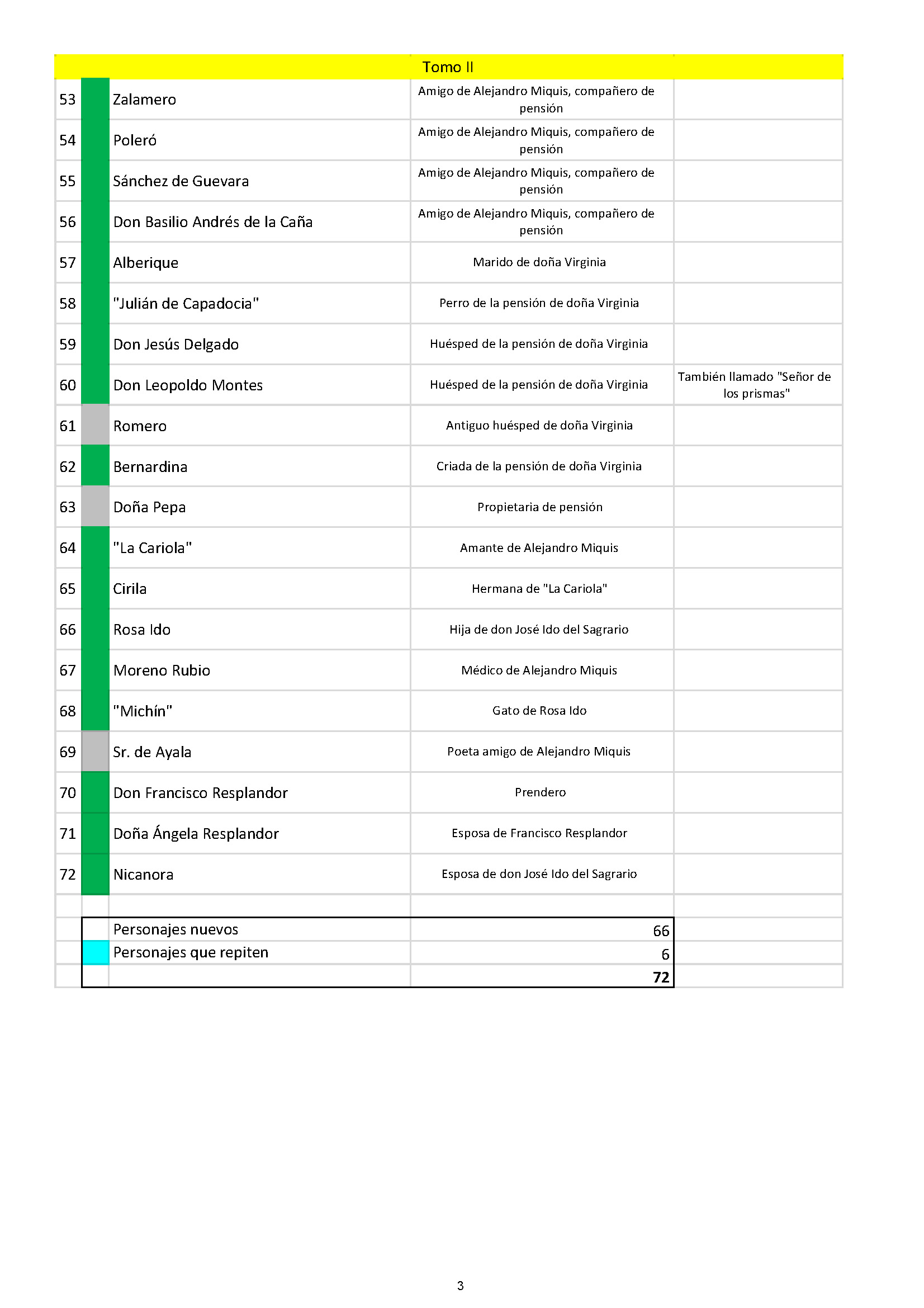
Personajes de El doctor Centeno, página 03